# Claude Venard
Claude Venard (Parigi, 21 marzo 1913 – Sanary-sur-Mer, 30 dicembre 1999) è stato un pittore francese post-cubista.

## Biografia
Pittore francese conosciuto principalmente per i paesaggi e le nature morte. A 17 anni iniziò a frequentare la École des Beaux-Arts che abbandonò dopo soli due giorni per partecipare alle lezioni serali della École des Arts Appliqués di Parigi. Si guadagnava da vivere con vari lavori fra cui il disegnatore presso una fabbrica di seta e il restauratore di opere di antichi maestri. Partecipò a una mostra collettiva che il critico Waldemar George battezzò Forces Nouvelles a cui aderirono Francis Gruber, Tal-Coat, Pignon, André Marchand e altri. Nei quattro anni che seguirono il gruppo promosse uno stile figurativo caratterizzato dal rifiuto dell'Impressionismo, del Cubismo e del Surrealismo. Successivamente il gruppo abbracciò completamente l'arte figurativa a cui Venard non aderì. Nel 1939 il gruppo si divise.
Alla fine della Seconda Guerra Mondiale, Venard acquistò fama e poté dedicarsi maggiormente alla pittura. Venard rimase fedele allo stile Post-Cubista, ma progressivamente nelle sue opere accentuò le caratteristiche cromatiche con l'uso di colori grezzi che applicava in impasti grossolani. Venard da vivo ebbe successo e fece mostre personali nelle più importanti città del mondo.
L'artista amava la vita e i suoi dipinti celebravano la ricerca della felicità. L'esigenza della distorsione rispondeva al suo bisogno di onestà o come egli affermò: "Dobbiamo stare attenti a quelle opere che seducono a prima vista."
Opere sue sono esposte alla Tate Gallery di Londra, al Whitney Museum di New York, al Musée d'Art Moderne di Parigi e in altri importanti Musei del mondo.